# Municipio de Spencer (condado de DeKalb)
El municipio de Spencer (en inglés: Spencer Township) es un municipio ubicado en el condado de DeKalb en el estado estadounidense de Indiana. En el año 2010 tenía una población de 1233 habitantes y una densidad poblacional de 26,43 personas por km².

## Geografía
El municipio de Spencer se encuentra ubicado en las coordenadas 41°17′26″N 84°54′28″O / 41.29056, -84.90778. Según la Oficina del Censo de los Estados Unidos, el municipio tiene una superficie total de 46.66 km², de la cual 46,49 km² corresponden a tierra firme y (0,37 %) 0,17 km² es agua.

## Demografía
Según el censo de 2010, había 1233 personas residiendo en el municipio de Spencer. La densidad de población era de 26,43 hab./km². De los 1233 habitantes, el municipio de Spencer estaba compuesto por el 98,62 % blancos, el 0,08 % eran afroamericanos, el 0,24 % eran amerindios, el 0,24 % eran de otras razas y el 0,81 % eran de una mezcla de razas. Del total de la población el 1,3 % eran hispanos o latinos de cualquier raza.